# Fèlix Amat de Palou i Pont
Félix Amat Pont de Palou i Pont (Sabadell, 10 de agosto de 1750 – Barcelona, 11 de Novembro de 1824) foi um escritor, filósofo afrancesado, lexicógrafo e teólogo jansenista espanhol do Iluminismo. Foi arcebispo de Palmira (1803) e confessor de Carlos IV da Espanha.

## Vida até a ocupação francesa
Filho dos nobres empobrecidos Juan Amat y Salvany e Teresa Pons y Augirot, aos sete anos viajou para Sallent para estudar gramática latina e retórica e aos onze foi para o Seminário de Barcelona. Estudou filosofia, tinha eloquência e línguas antigas e modernas, além de matemática, matéria pela qual era apaixonado. Foi ordenado sacerdote em 1774 e doutorado em Teologia em Gandía, lecionou no seminário de Barcelona, do qual foi bibliotecário desde 1775. Quando o bispo de Barcelona morreu, Joseph Climent y Avinent, que era seu protetor, fez seu sermão de elogio. Em 1790, ele traduziu, com a ajuda de seu irmão Antonio, um trecho de Reflexões sobre a Revolução Francesa, de Edmund Burke. Ele era um indivíduo da Academia Real de Finas Letras de Barcelona. Em 5 de novembro de 1803, com 53 anos, foi nomeado abade de San Ildefonso e arcebispo in partibus infidelium de Palmira. Com prestígio, foi nomeado confessor de Carlos IV em 9 de novembro de 1806.
Ele era uma pessoa culta, um especialista em História da Igreja e suas jurisdições e poderes, e escreveu vários tratados sobre o assunto. Conquistou a inimizade dos ultramontanos com suas Seis Cartas a Irénico (Barcelona, 1817), publicadas sob o apelido de Macario Pádua Melato, bem como com suas Observações Pacíficas sobre o Poder Eclesiástico, publicadas em Barcelona em 1819-1822, em três volumes. Neles - motivo de acirrada controvérsia com o núncio Giustiniani - defendeu a reforma da igreja e a conciliação dos poderes espirituais e temporais segundo os postulados, próximos ao pensamento jansenista, que já havia defendido no passado, por exemplo quando a morte de Pio VI. Ele manteve a sensatez de adiar recursos a Roma "até que haja um Papa reconhecido por Sua Majestade", de acordo com o polêmico decreto emitido pelo Governo de Mariano Luis de Urquijo.

## Trajetória após o retorno de Fernando VII
Durante a ocupação napoleônica, foi considerado pela opinião pública como "afrancesado" pelos monarquistas espanhóis, e como colaboracionista de um jornal de Barcelona, atitude entretanto negada por seu sobrinho Félix Torres Amat e por ele mesmo, mas a verdade é que foi nomeado Bispo da Diocese de Osma em 1810 por José Bonaparte, cargo que, segundo suas declarações posteriores, ele disse ter recusado. Após a expulsão dos franceses e o retorno de Fernando VII um decreto real foi publicado, ordenando que todas as pessoas que haviam recebido certas graças do rei intruso deixassem a corte e mantivessem distância. Amat, que além de ser nomeado bispo de Osma recebeu a chamada Cruz da Ordem Real da Espanha, em 1814 foi forçado a deixar Madrid, retirando-se para a Catalunha. A esse respeito, seu sobrinho Félix Torres Amát, ao publicar as memórias de seu tio em nome da Academia Real de História (da qual Torres Amát era membro supranumerário), escreve:
« Todos os seus amigos aconselharam o Sr. Amát a fazer um apelo a Sua Majestade, alertando-o de que não só não queria ir a Osma para governar aquela igreja, apesar dos poderes enviados pelo Cabildo, mas que nem sequer tinha aceitado o auxílio dos sessenta mil reais que o Intruso enviou ao referido Cabildo para enviar os eleitos; e que quanto à condecoração a recebeu sem pedir e por decreto geral em que foi concedida aos bispos que estavam sob o domínio do Intruso, incluindo o senhor Puyal, auxiliar de Madri ”.
Ele finalmente morreu em Barcelona em novembro de 1824, sem recuperar o prestígio passado na corte de Madrid.

## Trabalhos
- Angelicae Theologiae Theoremata, Barcelona, 1770.
- El Doctor de la Verdad, Barcelona, 1780
- Oración Fúnebre por el obispo Climent, Barcelona, 1781.
- Sermones, Barcelona, 1783.
- Constituciones del Seminario episcopal de Barcelona, Barcelona, 1784.
- Tratado de la Iglesia de Jesucristo o Historia Eclesiástica, Madrid y Barcelona, 1793-1805.
- Seis cartas a Irénico: en que se dan claras y distintas ideas de los derechos del hombre y de la sociedad civil, y se desvanecen las del contrato que se finge como origen o fundamento necesario de toda soberanía, para hacerla dependiente de la reunión de los súbditos (Barcelona, 1817).
- Resumen o índice sumario del Tratado de la iglesia de Jesucristo, o Historia Eclesiástica, Madrid, 1807.
- Adiciones o correcciones a la Historia Eclesiástica, Madrid, 1808.
- Deberes del cristiano en tiempo de revolución hacia la potestad pública, Madrid, 1813.
- Observaciones pacíficas sobre la potestad eclesiástica, Barcelona, 1819-1822, três vols., incluído no Índice de Livros Proibidos da Igreja Católica.
- Ecclesiae Jesuchristi sumarium historicum, Barcelona, 1830.
- Meditaciones, Madrid, 1832.
- Diseño de la Iglesia Militante, Madrid, 1834. (póstuma), incluído no Índice de Livros Proibidos da Igreja Católica.